# Legături riscante
Legături riscante (spaniolă: Relaciones Peligrosas) este o telenovelă produsă de Telemundo, fiind un remake al serialului spaniol Fisico o quimica. Filmările sunt făcute in SUA, Florida, Miami. Protagoniștii sunt Sandra Echeverria și Gabriel Coronel iar antagoniștii Daniela Navarro și Gonzalo García Vivanco.

## Distribuție

### Personaje principale
| Actor                  | Personaj                                | Rol |
| ---------------------- | --------------------------------------- | --- |
| Sandra Echeverría      | Miranda Beatriz Cruz                    | Protagonistă,profesoară de literatură spaniolă, se îndrăgostește de Mauricio, rămâne insărcinată cu acesta.       |
| Ana Layevska           | Patricia "Patty" Milano                 | Co-protagonistă, profesoară de chimie/biologie, interesată de Joaquin.                                            |
| Gabriel Coronel        | Mauricio Blanco                         | Protagonist, fiul lui Manuel si al lui Carmen, fratele geamăn al Sofiei, se îndrăgostește de Miranda              |
| Daniela Navarro        | Olivia Kloster                          | Antagonista principală, detectiv, o urăște pe Miranda, obsedată de Mauricio.                                      |
| Maritza Bustamante     | Ana Conde                               | Soția lui Gilberto, noua directoare a liceului,interesata de Santiago                                             |
| Gonzalo García Vivanco | Juan Pablo Reyes "JP" / Daniel Arambula | Antagonist principal, profesor de teatru, interesat de Miranda.                                                   |
| Mercedes Molto         | Benita "Jefa" Mendoza                   | Mama lui Gonzalo si a Emilyei                                                                                     |
| Sandra Destenave       | Carmen Blanco                           | Soția lui Manuel, mama lui Mauricio și a Sofiei, o urăște pe Miranda                                              |
| Carlos Ferro           | Santiago Madrazo                        | Fiul lui Armando, profesor de artă.                                                                               |
| Jorge Consejo          | Gilberto Verdugo                        | Soțul Anei, profesor de muzică                                                                                    |
| Orlando Fundichely     | Orlando Aragón                          | Tatăl lui Rodrigo si a lui Sebastian                                                                              |
| Dad Dager              | Clementina"La Nena"                     | Soția lui Andres, mama lui DJ`Max.                                                                                |
| Jeanette Lehr          | Teresa Vargas                           | Directoarea adjuncta a Colegiului, divorțată de 17 ani de Ricardo, mama vitregă a lui Elizabeth                   |
| Héctor Fuentes         | Armando Madrazo                         | Tatăl lui Santiago                                                                                                |
| Christian de la Campa  | Joaquin Rivera                          | Fratele Yesseniei, recidivist                                                                                     |
| Rubén Morales          | Ricardo Gómez                           | Chimist, tatăl lui Elizabeth, soțul Olgăi, divorțat de Teresa de 17 ani'                                          |
| Yadira Santana         | Guadalupe "Lupe" Guzmán                 | Mama Norei |
| Renato Rossini         | Manuel Blanco                           | Soțul lui Carmen, tatăl lui Mauricio si a Sofiei                                                                  |
| Jimmy Bernal           | Andrés Maximo                           | antagonist, tatăl lui DJ Max, soțtul Clemetinei, violent cu fiul său.                                             |
| Carmen Olivares        | Soledad Cruz                            | Mama Mirandei, locuiește in Mexic                                                                                 |
| Modesto Lacen          | Bertrand Dupont                         | Tatăl lui Cassius, nu suportă albii sau latinii                                                                   |
| Jezabel Montero        | Mrs. Aragon                             | Soția lui Orlando, mama lui Sebastian                                                                             |
| RJ Coleman             | Robert "Bob/Gringo" McDowell            | Soțul Benitei, tatăl Emilyei, il urăște pe Gonzalo                                                                |
| Kevin Aponte           | Alejandro "Ale" Portillo                | Cel mai bun prieten al Norei si a lui Sebastian, gay, se îndragostește si va avea o relație amoroasa cu Diego     |
| Danilo Carrera         | Leonardo Maximo "DJ Max"                | 'antagonist, devine bun, cel mai bun prieten a lui Gonzalo, hacker, ii place de Elizabeth                         |
| Jonathan Freudman      | Diego Barón                             | iubitul Norei, jucător de fotbal, se îndrăgostește de Alejandro                                                   |
| Ana Carolina Grajales  | Sofía Blanco                            | Fiica lui Manuel și a lui Carmen, sora geamăna a lui Mauricio, va avea o relație cu Cassius                       |
| Alex Hernandez         | Sebastián Aragón                        | Fiul lui Orlando, se îndrăgostește de Nora                                                                        |
| Yrahid Leylanni        | Yesenia Rivera                          | Îndragostită de Mauricio, o urăște pe Miranda                                                                     |
| Jesús Licciardelo      | Oliver Torres                           | Student problematic, intră in inchisoare                                                                          |
| Isaac Reyes            | Billy                                   | dealer, moare în urma unui atac de inimă                                                                          |
| Ana Lorena Sánchez     | Elizabeth Gómez                         | Iubita lui Gonzalo, ii place de DJ Max                                                                            |
| Cristina Mason         | Nora Guzmán                             | Fiica lui Lupe, cea mai bună prietenă a lui Alejandro și a lui Sebastian, iubita lui Diego, ex-iubita lui Rodrigo |
| Alma Matrecito         | Viviana Mera "VV"                       | Nepoata lui Gilberto, studentă nouă                                                                               |
| Andy Pérez             | Cassius Dupont                          | Student nou, discriminat de Gonzalo si Max                                                                        |
| Oscar Priego           | Gonzalo Mendoza                         | Antagonist , devine bun, fiul Benitei, fratele Emilyei fiul vitreg a lui Bob, traficant de droguri                |
| Alan Rodriguez         | Rodrigo Aragon                          | Fiul lui Orlando, fratele lui Sebastian, se sinucide                                                              |
| Nicole Apolonio        | Emily                                   | Fiica Benitei si lui Bob, sora vitregă a lui Gonzalo'                                                             |

### Personaje secundare
| Actor               | Personaj              |
| ------------------- | --------------------- |
| Luke Grande         | Detective Pérez       |
| Jose Alberto Torres | Zaldivar              |
| Mildred Quiroz      | Olga Quintana         |
| Cesar Lacosta       | Miguel Gonzalez       |
| Jesus Dominguez     | Oswaldo Rosales       |
| Carlos Fontané      | Oswaldo's father      |
| Oswaldo Strongoli   | Detective Maldonado   |
| Eduardo Ibarrola    | Jaime Olivares        |
| Juan Felipe Rangel  | Ignacio Cabezas       |
| Natalia Barreto     | Laura Olivares        |
| Osvaldo Strongoli   | Detective Maldonado   |
| Dennis Mencia       | El Gato               |
| Victor Corona       | Pedro Guzmán          |
| Hely Ferrigny       | Pedro Cortes          |
| Esteban Villareal   |                       |
| Vivian Mendez       |                       |
| Mirta Renee         | Gia Moretti           |
| Lily Rentería       | Corina                |
| Alexander Torres    | Javier                |
| Isaniel Rojas       | Emil Rojas "El Indio" |
| Anabel Leal         | Loudres de Portillo   |
| Reinaldo Cruz       | Mario Portillo        |
| Emily Alvarado      |                       |
| Juan Carlos Vivas   | Hector Barón          |
| Saidee Collado      | Marta Olivares        |
| Ariel Texido        |                       |
| Dayana Garroz       | Julia Madrazo         |

## Lansare internațională
| Țară        | Titlu alternativ/Traducere | Canal TV                | Prima difuzare   | Ultima difuzare    | Program       | Ora   |
| ----------- | -------------------------- | ----------------------- | ---------------- | ------------------ | ------------- | ----- |
| Honduras    | Relaciones Peligrosas      | HTV-Honduras Television | 31 ianuarie 2012 | -                  | luni-vineri   | 20:00 |
| Venezuela   | Relaciones Peligrosas      | Televen                 | 8 mai 2012       | -                  | luni-sâmbătă  | 21:00 |
| România     | Legāturi riscante          | Acasă TV                | 29 mai 2012      | 15 septembrie 2012 | luni-duminică | 17:30 |
| Puerto Rico | Relaciones Peligrosas      | Telemundo               | 18 iunie 2012    | -                  | luni-vineri   | 12:00 |